# Daniela Battizzocco
Daniela Battizzocco (Bolzano, 6 agosto 1970) è una showgirl e attrice italiana.

## Biografia
Debutta in televisione partecipando come concorrente al programma Sotto a chi tocca. A seguito di questa esperienza viene scelta come corista nella stagione televisiva 1996/97 nel programma di Canale 5 Tira & Molla. Nella stagione successiva 1997-98 fa parte del cast fisso di Domenica in come cantante nel gruppo 6 come 6. Insieme allo stesso gruppo farà parte l'anno seguente del cast fisso di Tappeto Volante, trasmissione di Telemontecarlo.
Nel 1999 torna su Rai 1 dove, insieme a Carlo Conti e all'astrologo Paolo Fox, conduce il quiz preserale In bocca al lupo!, trasmissione dove resterà anche nella stagione seguente. Nel programma le viene affidato il ruolo della Sirena, che sostituisce così il personaggio della Zingara interpretata nell'edizione precedente da Cloris Brosca. Nel 2001, poco dopo la nascita della sua prima figlia, è scelta per affiancare Ela Weber, Tiberio Timperi e Raffaella Bergé alla conduzione della trasmissione settimanale Sette per uno in onda su Rai 1.
Nel 2005 debutta come attrice nella soap opera di Canale 5 Vivere nel ruolo di Rossana Marchini. Sempre nello stesso anno è la guest star di una puntata della sit-com di Canale 5 Il supermercato. Dal 2005 inizia anche l'esperienza come attrice teatrale: insieme ad altri attori della soap opera di Mediaset è in tour con lo spettacolo Vivere sul Lago di Como basato sui testi della scrittrice Sabina Negri, rappresentato in diversi comuni della provincia di Como nell'ambito della manifestazione Festival del lago.  Nel 2007 recita nello spettacolo Tra lui e lei, regia di Geppi Di Stasio.

## Vita privata
È sposata con l'attore Brando Giorgi, rapporto da cui sono nati due figli.